# Mathilda Hedlund
Mathilda Hedlund, född 9 september 1858 i Göteborg, död 11 november 1926 i Köpenhamn, var en svensk kvinnorättsaktivist. Hon var ordförande i Göteborgs Kvinnoförening 1884-1888. 
Hon var dotter till redaktören Sven Adolf Hedlund och Kristina Maria Rudenschöld. Tillsammans med sin syster Elin bildade hon 1882 Sveriges första gymnastikförening för kvinnor, Sköldmön. 
1884 deltog hon som en av grundarna av Göteborgs Kvinnoförening, och valdes då till dess första ordförande. Hon blev 1886 medredaktör för tidskriften Framåt tillsammans med Alma Åkermark och Hilma Angered-Strandberg. Hon gifte sig 1888 med den danske militären och författaren Victor Dalhoff-Nielsen och bosatte sig då i Danmark. 
Hennes korrespondens finns bevarad.